# Úrsula de San Pedro
Sor Úrsula de San Pedro fue una monja católica dominica que vivió en el siglo XVII, y que profesó en el Convento de Santa Catalina de Siena de la ciudad de San Cristóbal de La Laguna (Tenerife, Islas Canarias, España).
La tradición oral narra que en 1651, Sor Úrsula se enamoró de Jerónimo de Grimón y Rojas, hijo natural del dueño de la casa hoy conocida como Palacio de Nava (situado al lado del Convento de Santa Catalina). Ambos enamorados huyeron tratando de escapar de la isla en un navío inglés anclado en la bahía de Santa Cruz de Tenerife, para lo cual ella se disfraza de paje, pero poco antes de zarpar la nave son descubiertos por la justicia.
Sor Úrsula es enviada de vuelta al convento y él es acusado de rapto de una religiosa y condenado a muerte. La sentencia se cumple en la primavera de ese año. Se obligó a Sor Úrsula a presenciar desde el ajimez del convento la ejecución de su amado, que tuvo lugar en la Plaza del Adelantado. La cabeza de Jerónimo fue clavada en una pica y expuesta para escarmiento público durante varios días. Ella, fue encerrada de por vida y sólo podía presenciar los oficios religiosos a través de un pequeño ventanuco situado a la derecha del altar mayor de la iglesia del convento.